# Утба ибн Абу Лахаб
Утба ибн Абу Лахаб (араб. عتبة بن أبي لهب‎; род. Мекка) — сподвижник и двоюродный брат исламского пророка Мухаммеда.

## Биография
Родившийся в Мекке, Утба был старшим сыном Абу Лахаба Абд аль-Мутталиб и Умм Джамиль бинт Харб. В течение нескольких лет его семья жила по соседству с Мухаммедом и Хадиджей.
Утба был помолвлен со своей восьмилетней кузиной Рукайей, четвёртым ребенком и второй дочерью Мухаммеда, где-то до августа 610 года.
После того, как Мухаммад прочитал 111 суру Корана Аль-Масад: «Да сгинут руки Абу Лахаба!», Абу Лахаб захотел разорвать с ним отношения. Когда Мухаммад «открыто проповедовал курайшитам и проявил к ним враждебность», другие курайшиты сочувствовали желанию Абу Лахаба не содержать дочерей Мухаммада за свой счёт. Они сказали Утбе, что если он разорвёт помолвку с Рукайей, они отдадут ему любую женщину, которую он пожелает; а его отец также сказал ему, что если он этого не сделает, то никогда больше не будет с ним разговаривать. Утба ответил, что хотел бы либо дочь, либо внучку Саида ибн аль-Аса ибн Умайи. Курайшиты согласились, и он разорвал помолвку с Рукайей. К тому времени ей было около двенадцати лет.
После завоевания Мекки в январе 630 года Утба и его брат Муаттиб отступили к окраине Мекки вместе с другими многобожниками. Мухаммед попросил своего дядю аль-Аббаса привести их к нему. Их привели, и по приглашению Мухаммеда они приняли ислам и принесли клятву верности. Аль-Аббас заметил, что лицо Мухаммеда «отражало радость» от их обращения. Утба присоединился к исламской армии и сражался в битве при Хунайне. Он был среди тех, кто не покинул Мухаммеда в битве. Однако, когда остальная часть клана Хашим переселилась в Медину , Утба и его брат Муаттиб остались в Мекке.
У Утбы был сын по имени Рафия. У него был раб по имени Абд аль-Вахид ибн Айман, которого его сыновья продали после его смерти. 